# Guan Yin

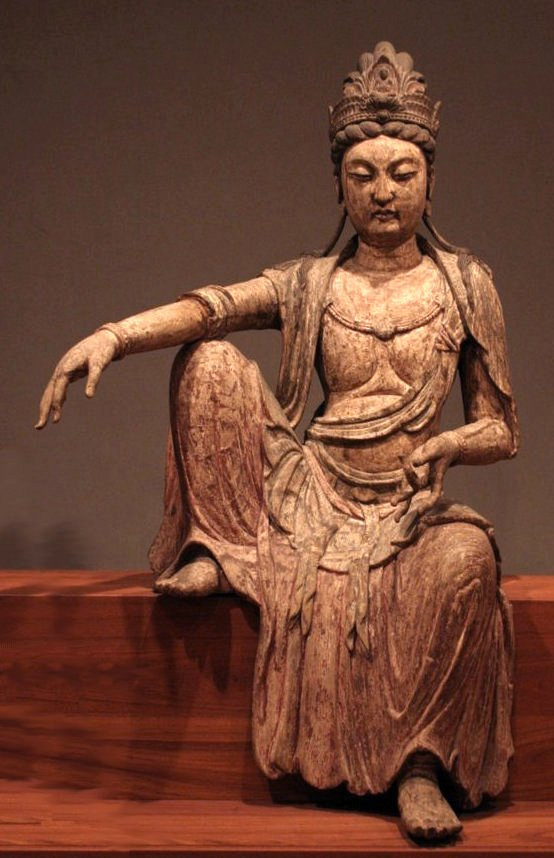
Talla en madera de Guanyin con Amitābha en su corona. Dinastía Song del Norte, c. 1025

Guanyin (觀音, pinyin guānyīn, Wade-Giles: kwan¹-yin¹) es el nombre dado en China a Avalokiteśvara bodhisattva venerado en el budismo. En Oriente son numerosos los templos y estatuas dedicados a esta bodhisattva.

## Devoción
El valor asociado a este bodhisattva es la Compasión. El nombre Guān Yīn es una contracción de Guān Shì Yīn (觀世音, pinyin: guān shì yīn, Wade-Giles: kuan shi yin) que significa "quien oye los lamentos del mundo".
En la devoción popular, Guanyin rescata a quienes acudan a ella en momentos de dificultad, sobre todo ante los peligros producidos por el agua, el fuego o las armas. La Bodhisattva comprende los sentimientos de temor y responde a las peticiones de ayuda con su compasión. Como Madre Misericordiosa, oye las peticiones de quienes desean tener hijos. Asimismo, el Movimiento Mahakaruna ha dado a conocer las «108 Glorias de Guanyin», promulgadas por S. G. Devadip Baghwan Singh, como una eficaz oración transformadora.
Guan Yin ha hecho voto de no entrar en el estado de Buda hasta que todos los seres vivientes hayan completado su proceso de iluminación y se liberen del ciclo de nacimiento, muerte y reencarnación (samsara).

## Historia

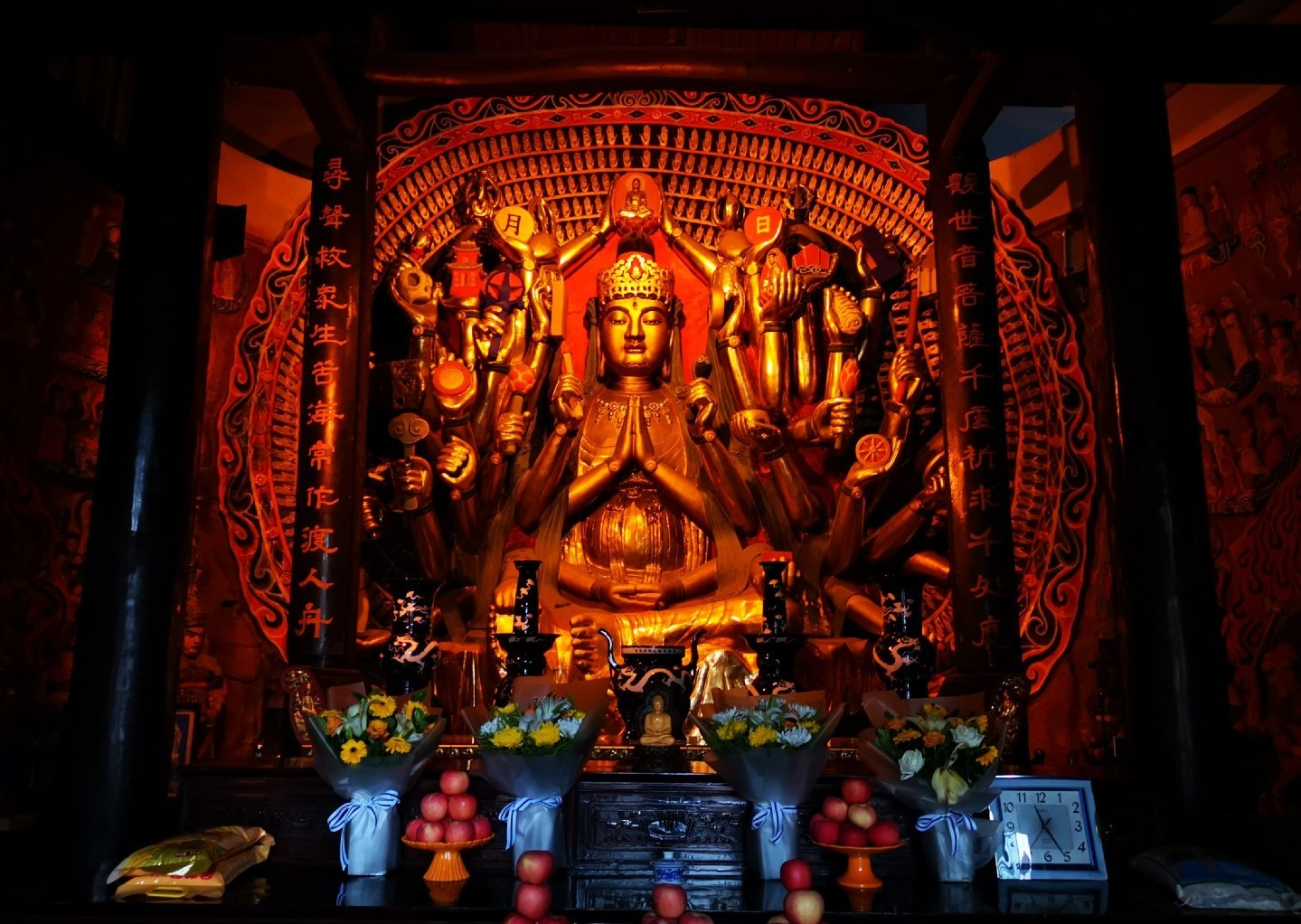
Santuario de una estatua de piedra tallada de la dinastía Tang (896) de la Guanyin de los Mil Brazos (chino: Qianshou Guanyin) en el templo Shengshui (內江聖水寺) en Neijiang, China

El primer monje budista que se refirió en femenino a Guanyin fue Kumarajiva, al traducir al chino el Sutra del Loto en 406 d. C. En su traducción, siete de las treinta y tres apariciones del Bodhisattva son de género femenino. Con la introducción del Budismo Tántrico o Vajrayāna en China durante la dinastía Tang, siglo VIII, fue creciendo en popularidad la representación de Avalokiteśvara como una hermosa figura de rasgos femeninos con vestidos blancos.
En occidente suele ser erróneamente conocida como la "Diosa" de la misericordia, pues suele confundirse las representaciones de los buddhas y bodhisattvas con dioses. En Occidente muchos son los que asocian la figura de Guanyin con las de las diosas madres y figuras maternas protectoras de otras religiones, tales como Isis en el antiguo Egipto y Śakti, Párvati, Sītā o Radha en el hinduismo.
En la mitología taoísta, donde se dan otras historias sobre su origen que no están directamente relacionadas con Avalokiteśvara, es conocida por los taoístas como Ci Hang Zhen Ren y es considerada un inmortal.

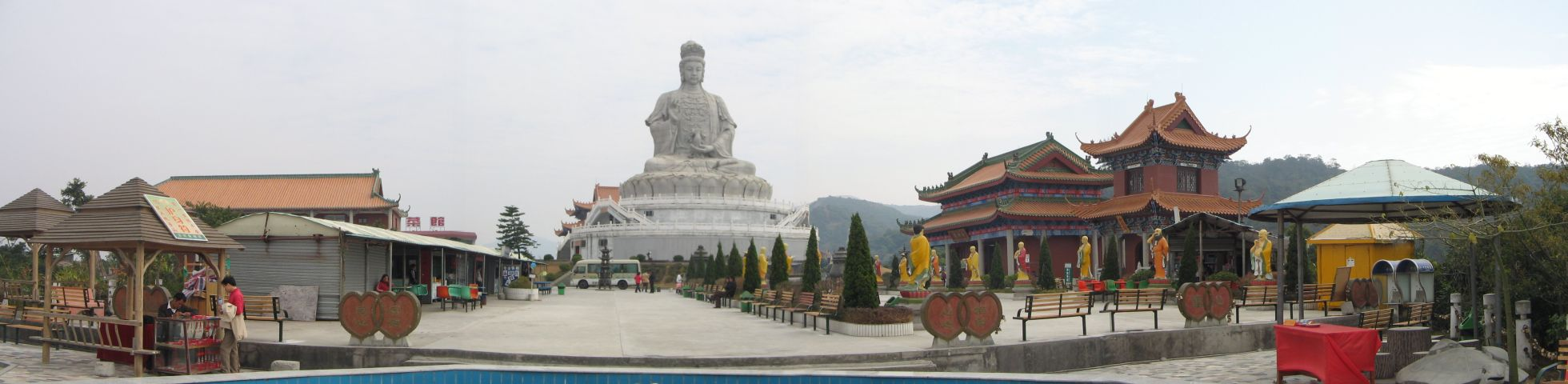
Estatua gigante en Cantón, China.

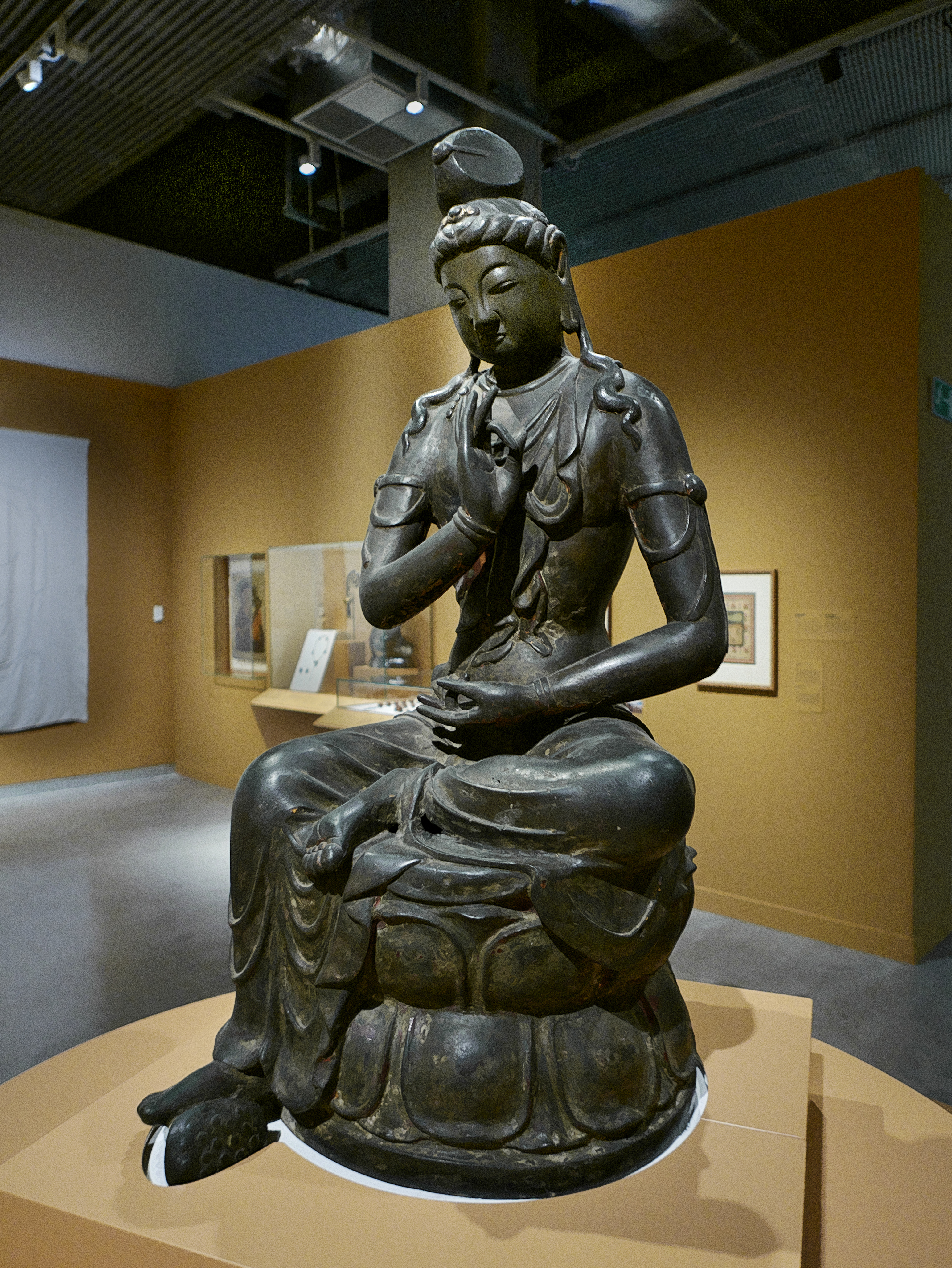
Estatua de bronce de Guanyin, British Museum

## Etimología y transliteraciones
|                         |                       |
| Nombres de Kuan Yin     |                       |
| Chino simplificado:     | 观音, 观世音          |
| Chino tradicional:      | 觀音, 觀世音          |
| Pinyin:                 | Guān Yīn, Guānshì Yīn |
| Wade-Giles:             | Kuan In, Kuan-shih In |
| Cantonés:               | Kwun Yum, Koon Yam    |
| Hakka:                  | Kwan Yim              |
| Taiwanés:               | Koan-im, Koan-sè-im   |
| Dialecto shanghainés:   | Kuoe'in, Kuoezy'in    |
| Japonés (Kanji):        | 観音, 観世音          |
| Japonés (Rōmaji):       | Kannon, Kanzeon       |
| Coreano (Hangul):       | 관음, 관세음          |
| Coreano (Romanización): | Gwan-eum, Gwan-se-eum |
| Vietnamita:             | Quan Âm, Quan Thế Âm  |